# François Pallu
François Pallu, M.E.P. (31. srpna 1626 Tours – 29. října 1684 Ťiang-su) byl francouzský římskokatolický duchovní, biskup a spoluzakladatel Společenství zahraničních misií v Paříži.

## Život
Narodil se 31. srpna 1626 v Tours.
Vstoupil do kněžského semináře a po studiu teologie byl roku 1650 vysvěcen na kněze. Spolu s Pierrem Lambertem de la Motte a Ignacem Cotolendim byli vybráni jezuitským knězem Alexandrem de Rhodes k misijní cestě do Asie.
Dne 29. července 1658 jej papež Alexandr VII. jmenoval apoštolským vikářem Tonkinu a titulárním biskupem z Heliopolis. Biskupské svěcení přijal 17. listopadu 1658 z rukou kardinála Antonia Barberini. Téhož roku s Pierrem a Inocencem založili Společenství zahraničních misií v Paříži. Na cestu do Asie se vydal 3. ledna 1662. Po dvou letech cesty pěšky se s Pierrem setkal ve městě Ajutthaja v Siamu. Inocenc zemřel na cestě 6. srpna 1662.
V letech 1665–1666 nechali spolu s Pierrem zřídit generální seminář. 
Od roku 1667 se nacházel opět ve Francii, kde vydal knihu o misii. Roku 1673 se vrátil do Siamu. Následující rok se plavil do Tonkinu, ale loď zasáhla bouře, a proto musela zakotvit v Manile. Španělé ho uvěznili a naložili na loď do Acapulca a odtud do Španělska, kde byl souzen. Nakonec byl osvobozen na zásah papeže Inocence XI. a krále Ludvíka XIV. Do Siamu se mohl vrátit až v červenci 1682. Do svého vikariátu dorazil roku 1684.
Zemřel 29. října 1684.

## Proces svatořečení
Proces byl zahájen 29. října 2023 v hanojské arcidiecézi.